# Der Angriff
Der Angriff («L'Atac») va ser un diari del vespre de Berlín. Era des de la seva fundació el 4 de juliol del 1927 la portaveu del Partit Nacional Socialista dels Treballadors Alemanys (NDSAP) a la capital alemanya, sota el lema «Per als oprimits - contra els explotadors».

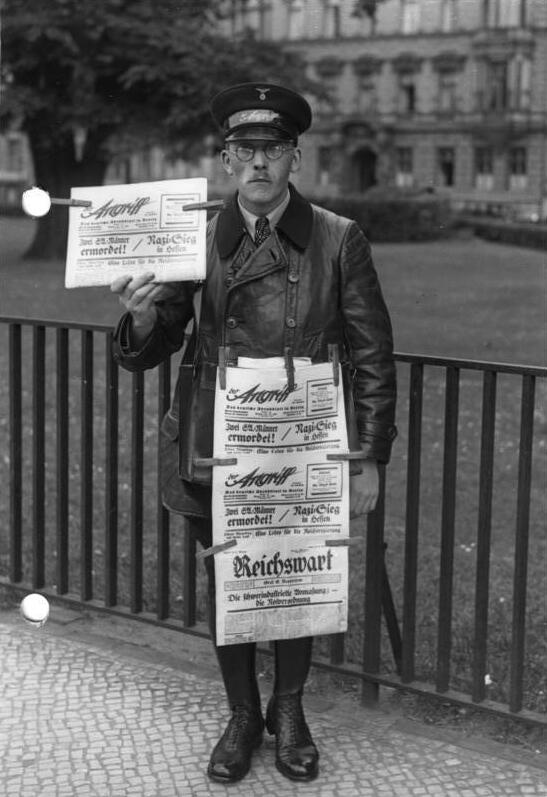
Venedor

El periòdic va ser fundat per Joseph Goebbels i parèixer per primera vegada el 4 de juliol del 1927 amb el suport econòmic del partit nazi NSDAP. El primer redactor en cap va ser l'escriptor i més tard «director de pel·lícules nacional» Willi Krause que utilitzava el pseudònom de Peter Hagen. El seu successor era el periodista Julius Lippert, des de l'1 de gener del 1933 Károly Kampmann, finalement el 1935 Hans Schwarz van Berk, tots homes de confiança de Goebbels.

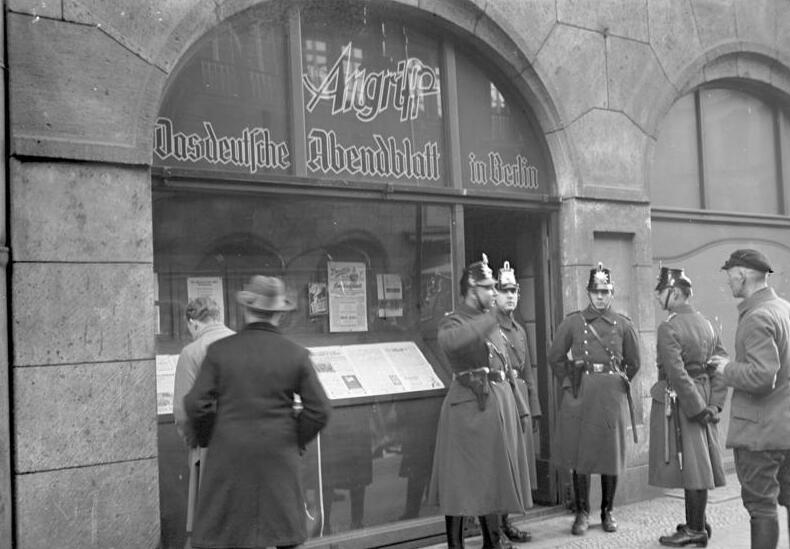
Vitrina a la seu de la redacció a Berlín

Inicialment un setmanari, el 1930 va esdevenir diari. El seu principal objectiu era la propaganda nazi i la crítica de la democràcia i de la república de Weimar, amb molt d'antisemitisme i racisme. La seva crítica constant contra el subsitut del commissari de polícia en cap i jueu Bernhard Weiss (1880-1951) va provocar una prohibició temporal el 1931. Va especialitzar-se en propaganda populista i simplista per incitar l'odi contra tots els enemics del nazisme: jueus, asocials, gent d'esquerres, democrates...
La tirada modesta dels principis (2000 exemplars) pujava a 146.694 el 1939 fins a atènyer els 306.000 el 1944. Després de la Machtergreifung del 30 de gener 1933 va perdre pès. El 29 d'octubre 1933 Goebbels va perdre interés i deixar la funció d'editor. Des d'aleshores el diari Völkischer Beobachter, pseudo diari oficial del partit nazi, va guanyar importància. Només durant la batalla de Berlín va patir un breu revifament. El 24 d'abril 1945 va deixar d'existir i durant una setmana va ser reemplaçat per Der Panzerbär, un diari efímer de quatre pàgines, improvisat amb els pocs recursos que subsistien al Berlín mig destruït i tallat del món.